# Yazawa Ai
Yazawa Ai (矢沢 あい (矢澤 愛) (Thỉ Trạch Ái) sinh ngày 7 tháng 3 năm 1967 tại Hyōgo, Nhật Bản) là một tác giả truyện tranh Nhật Bản (mangaka). Bút danh của cô được lấy từ tên một ca sĩ mà cô thần tượng: Yazawa Eikichi, còn chữ "Ai" có nghĩa là tình yêu.
Là một người yêu thích thời trang, năm 18 tuổi, cô đăng ký vào Học viện Thời trang Osaka, nhưng sau một năm thì cô nghỉ học. Yazawa được mọi người biết đến từ khi còn rất trẻ (17 tuổi). Cô đã xuất bản hơn 10 tác phẩm nổi tiếng, đem về không ít lợi nhuận về cho mình và nhà xuất bản tạp chí Ribon.
Các tác phẩm nổi tiếng của cô là Tenshi Nanka Ja Nai, Gokinjo Monogatari (Anh chàng hàng xóm), Paradise Kiss và Nana. Trong số đó thì nổi tiếng nhất và luôn được mọi người trên thế giới quan tâm, biết đến chính là Nana, cả manga lẫn anime.
Khi còn là một đứa trẻ, cô đã sớm phát hiện ra tài năng nghệ thuật của mình. Năm 13 tuổi, Yazawa đăng ký dự thi giải thưởng uy tín của một nhà xuất bản lớn đồng thời cũng giành được giải thưởng dành cho mangaka trẻ tuổi.
Yazawa Ai cũng là một nhà soạn nhạc giỏi, chính cô đã sang tác nhạc nền cho anime Nana. Cô là một người tài giỏi và luôn biết tìm ra những điểm yếu của mình để cải thiện. Trong Nana, cô giới thiệu những xu hướng thời trang độc đáo theo style của khu phố Shibuya, một nơi nổi tiếng về thời trang tại Nhật Bản.

## Tác phẩm chính
- 15-nenme (1986)
- Love Letter (1987)
- Kaze ni Nare! (1988)
- Escape (1988)
- Ballad Made Soba ni Ite (1989, 2 tập)
- Marine Blue no Kaze ni Dakarete (1990–1991, 4 tập)
- Usubeni no Arashi (1992)
- Tenshi Nanka Ja Nai (1992–1995, 8 tập)
- Gokinjo Monogatari (1995–1998, 7 tập)
- Kagen no Tsuki (1998–1999, 3 tập)
- Paradise Kiss (2000–2004, 5 tập, xuất bản bởi Shodensha)
- Nana (2000–2009 (tạm ngưng), 22 tập)